# Horst Neuhof
Horst Neuhof (* 13. September 1929; † 21. Januar 2020) war ein deutscher Basketballtrainer.

## Leben
Neuhof studierte ab 1951 an der Deutschen Hochschule für Körperkultur in Leipzig, die erst im Vorjahr ihren Ausbildungsbetrieb aufgenommen hatte. 1954 schloss er sein Studium an der DHfK ab. Ab 1954 spielte Neuhof Basketball in der Mannschaft der Magdeburger Ingenieurschule für Bauwesen und brachte sich ab 1957 auch als Nachwuchstrainer ein, zudem übernahm er weitere Funktionärstätigkeiten, unter anderem bei der Vorbereitung und Durchführung der Pressefestspiele sowie des Hallensportfestes für Basketball. Ende der 1950er Jahre übernahm Neuhof das Traineramt bei der weiblichen Basketball-Juniorinnenauswahl der Deutschen Demokratischen Republik, von 1975 bis 1986 gehörte er als Assistenztrainer zum Stab der DDR-Herrennationalmannschaft.
Als Vereinstrainer führte er 1973 die Mannschaft der HSG TH Magdeburg in die Oberliga, die höchste Spielklasse der DDR. Mitte der 1980er Jahre stießen die von ihm betreuten Magdeburger in die Oberligaspitzengruppe vor. 1988 wurde die Mannschaft schließlich DDR-Meister. Neuhof hatte sein Traineramt zwar 1986 niedergelegt und an Karl-Heinz Gärtner abgegeben, hatte als jahrelanger Trainer der Magdeburger Mannschaft jedoch die Grundlage für den Erfolg geschaffen, der 1989 wiederholt wurde. Zu seinen Schützlingen gehörten neben anderen die DDR-Nationalspieler Peter Bogel, Achim Grossmann und Fred Thieme. Zwischen 1964 und 2008 betreute Neuhof zudem die Studentenauswahl der TU Magdeburg beziehungsweise der späteren Otto-von-Guericke-Universität. 1990 wurde er wenige Wochen vor dem Übertritt des DDR-Basketballs in das Sportsystem der BRD als Vizepräsident für Öffentlichkeitsarbeit in den Vorstand des DDR-Basketballverbandes DBV gewählt.
Beim Magdeburger SV 90 trainierte Neuhof ab 1990 Jugendmannschaften. Beim BBC Magdeburg erhielt er die Ehrenmitgliedschaft, zu DDR-Zeiten wurde er als „Verdienter Meister des Sports“ ausgezeichnet. Neuhof wurde als „Magdeburger Basketballnestor“ und als „Urvater des Magdeburger Basketballs“ bezeichnet.